# 코바야시네 메이드래곤
《코바야시네 메이드래곤》(일본어: 小林さんちのメイドラゴン 고바야시산치노 메이도라곤[*])은 쿨교신자가 지은 일본의 만화다. 《월간 액션》(후타바샤)에서 2013년 7월호(창간호)부터 연재하고 있다.
스핀오프 작품으로서 키무라 미츠히로의 《코바야시네 메이드래곤 칸나의 일상》, 카자마 아야미의 《코바야시네 메이드래곤 엘마의 OL일기》, 우타마로의 《루코아는 제 ××입니다》, 노부요시 자무라이의 《코바야시네 메이드래곤 은둔생활의 파프닐》이 있다.
2017년 1월에는 13화로 구성된 애니메이션이 제작되어 같은 해 4월까지 TOKYO MX 등을 통해 방영되었다. 2021년 7월부터 9월까지 제2기 《코바야시네 메이드래곤 S》(일본어: 小林さんちのメイドラゴンS)가 방영되었다.

## 줄거리
OL 코바야시는 술김에 이세계의 드래곤 토르를 도왔다. 토르는 엄청난 은혜를 느끼고, 그리고 이유가 있어 고향으로 돌아가지 못하는 것도 있어 인간 메이드로 모습을 바꾸고, 코바야시의 집에 살면서 신세를 시작한다. 그리고, 코바야시의 주변에는 토르를 비롯한 다양한 드래곤이 모이게 되어 가는 것이었다.

## 등장인물

### 주인공
코바야시(일본어: 小林)
성우 - 타무라 무츠미/안영미
25세의 평범한 직장인. 소프트웨어 엔지니어이며 언제나 피곤한 눈매를 하고 있다. 일에 그렇게 흥미가 있는 것은 아니나, 그럼에도 자기의 일은 평균 이상은 하는 사람. 만성적인 요통을 가지고 있다.
토르(일본어: トール, 라틴어: Tohru)
성우 - 쿠와하라 유우키/전숙경
코바야시를 열성적으로 사랑하는 드래곤. 인간 세계로 넘어온 뒤로는 특별한 마법으로 인간형의 모습을 하고 있다. 모종의 일로 인해 코바야시랑 같이 살게 되었고 그녀는 코바야시 씨의 가정부를 자처하게 된다. 드래곤인 관계로 인간을 하찮게 보는 성격이 있으나, 코바야시 만큼은 굉장히 애정한다.

### 드래곤
칸나 카무이/코바야시 칸나(일본어: カンナカムイ/일본어: 小林 かンな)
성우 - 나가나와 마리아/김선화
토르를 찾아 인간 세계로 온 어린 드래곤. 드래곤 세계에서의 본명은 칸나 카무이이다. 인간 형태일 때에는 10살 정도의 어린아이의 체형에 고스로리풍 옷을 입은 것으로 묘사된다. 장난기가 있고 식탐을 밝히는 대식가이다. 하지만 인간 세계로 온 뒤로는 자체적인 마력이 부족한 관계로 드래곤의 세계에 돌아가지 못하고 있으며 이를 빌미로 코바야시의 집에 얹혀 살게 되었다. 마력의 원천은 전기이며 충전은 꼬리 부분의 콘센트를 연결하여 충전한다.
- 엘마(일본어: エルマ)

성우 - 타카다 유우키/장혜선
조화파에 속하는 드래곤. 토르와는 적대 관계로써 수룡 형태의 드래곤이다.
케찰코아틀(일본어: ケツァルコアトル)/루코아(일본어: ルコア)
성우 - 타카하시 미나미/이다슬
토르와는 친분 관계이며, 인간 세계의 지식을 다수 알고 있어 토르에게 자주 도움을 준다. 이름이 길어서 그런지 보통 "루코아" 라는 애칭으로 줄여 부른다. 마법사 가문의 쇼타와 같이 동거 중이다. 쇼타를 단순히 동생으로 여기는 것이 아니라 아예 이성으로 받아들이고 있다. 인간 형태일 때는 가슴이 크고 금발이며, 애니메이션판에는 묘사되지 않았으나 드래곤 형태일 때에는 몸 길이가 매우 길어 묘사 및 가늠이 불가능 할 정도로 긴 것으로 추정된다.
파프닐(일본어: ファフニール)
성우 - 오노 다이스케/ 구자청
다른 세계의 용(수컷). 인간 형태는 토르로부터 건네진 사진을 베이스로 한 긴 머리로 끊어진 긴 눈동자에 둥근 안경을 건 청년의 집사 모습으로 변신한다.
이루루(일본어: イルル)
성우 - 미네우치 토모미/심연옥/오보미
혼돈파의 최과격파에 속하는 드래곤이며, 파괴 목적으로부터 인간계에 나타나, 저지하려고 한 토르와 전투를 한다. 거리를 망치기에 별로 전력을 낼 수 없는 토르를 일방적으로 공격하지만, 코바야시에게 음식으로 회유된 엘마가 도움에 들어간 것으로 형세가 역전해, 패배한다. 토르나 칸나의 주위를 맡아 가면서 어린 시절부터 교육받은 '인간은 적'이라는 일족의 가르침과 상반된 존재인 코바야시에게 흥미를 가진다. 최종적으로 코바야시에게 권유되어 마음을 열고, 3번째의 기후로서 코바야시의 집에 살게 된다.

### 인간
타키야 마코토(일본어: 滝谷 真)
성우 - 나카무라 유이치/ 김주원
코바야시의 동료의 남성 직원으로 몇 안되는 친구 중 한 명. 아파트에서 혼자 살고 있어 인간계로의 이주를 결정한 파프닐을 살게 하게 된다.
온화하고 인품도 좋고, 코바야시에 못지않고 일도 해내 여성 사원으로부터도 호감을 얻고 있지만, 반면에 숨은 오타쿠이며, 사생활에서는 뺑글이 안경이 되고, 게다가 어미에 '얀스'를 붙여 열변을 흔드는 괴짜로 변모한다.
세이자와 리코(일본어: 才川 リコ)
성우 - 카토 에미리/성유진/신민서
초등학교 3학년의 여자아이로, 초등학교에 다니기 시작한 칸나의 클래스메이트가 되어, 둘도 없는 가장 친한 친구가 된다.
조지(일본어: ジョージー)/세이자와 사나에(일본어: 才川 苗)
성우 - 고토 유코
'세이자와가의 메이드'를 자칭하는 세이자와 리코의 친언니로 중학교 3학년. 본명은 '세이가와 사나에'지만, 메이드로 행동할 때는 '조지'라고 자칭 해, 여동생에게도 그렇게 불리고 있다.
마가츠치 쇼타(일본어: 真ヶ土 翔太)
성우 - 이시하라 카오리
초등학교 5학년의 아이. 마법사의 피를 이은 소년이며, 우연이 소환해 버린 루코아와 만나게 된다.
아이다 타케토(일본어: 会田 タケト)
성우 - 시모노 히로
16세 남자 고등학생. 할머니인 츠바키가 경영하는 과자점 "오보로 상점"에서 아르바이트를 시작한 이루루의 팔로우 역을 맡은 것으로, 같은 시간을 보내게 된다.

### 서브 캐릭터

#### 드래곤(서브 캐릭터)
다모클레스(ダモクレス)
성우 - 스고 타카유키
이세계의 드래곤(수컷)으로 토르의 아버지. 다른 드래곤 등에게 '종언제(終焉帝)'라고 불리고 있다. 인간 형태는 수염을 길게 기른 백발의 노인으로, 옷깃을 세운 갈색의 망토로 전신을 감싸고 있다. 드래곤으로서의 모습은 토르와 거의 같은 모습이지만, 비늘의 색은 갈색 걸린 황토색, 모퉁이는 좌우에 3대, 코끝의 양 측면으로부터 중국의 용과 같은 수염이 뻗어, 망토의 색 이 그대로 날개의 색으로 되어 있는 등의 차이가 있다.
드래고뉴트(ドラゴニュート)
성우 - 타카하시 신야
다모클레스의 부탁을 받고 토르에게 인간화를 가르쳐주었다.
클레메네(クレメネ)
성우 - 스기타 토모카즈
이세계의 드래곤(수컷)으로, 인간 형태는 마른 형태의 청년으로 변신한다.
키문카무이(キムンカムイ)
이세계의 드래곤(수컷)으로 칸나의 아버지. '산수신(山獸神)'이라고 불리는 선대의 칸나 카무이.
루미네스(ルミネース)
이세계의 드래곤(수컷)으로, '조화파'에 속한다.
테르네
이세계의 드래곤(암컷)으로, '조화파'의 No.2의 지위다.

#### 인간계의 거주자
사사키베(笹木部)
성우 - 이시하라 카오리
코바야시네 오른쪽 옆에 사는 주부.
야나(谷菜)
성우 - 타카하시 신야
코바야시네 왼쪽 옆에 사는 남자.
소네(曽根)
성우 - 타카하시 신야
코바야시네 이웃 남자.
아이다 츠바키(会田ツバキ)
성우 - 나카 토모코
막과자집 오보로 상점 주인으로 타케토의 할머니.
마가츠치 전무(真ヶ土専務)
성우 - 야나카 히로시
쇼타의 아버지이며, 고바야시씨의 근무처의 전무이기도 하다. 마법사의 클래스는 최고위의 「테리온」이며, 마법사 사이에서는 위대한 인물이다.
마가츠치 사오리(真ヶ土沙織)
쇼타의 어머니.
코바야시의 어머니.
성우 - 타마가와 사키코
코바야시의 어머니. 딸처럼 안경을 쓰고 있다.
클로에(クロエ)
성우 - 우에사카 스미레
칸나가 가출처 뉴욕에서 만난 소녀. 머리카락을 경단 머리로 묶고 있다.

## 서지 정보
| 권수         | 발매일           | ISBN                   |
| ------------ | ---------------- | ---------------------- |
| 1            | 2014년 5월 10일  | ISBN 978-4-575-84405-4 |
| 2            | 2015년 2월 10일  | ISBN 978-4-575-84570-9 |
| 3            | 2015년 9월 10일  | ISBN 978-4-575-84679-9 |
| 4            | 2016년 5월 12일  | ISBN 978-4-575-84796-3 |
| 5            | 2016년 12월 12일 | ISBN 978-4-575-84894-6 |
| 6            | 2017년 7월 12일  | ISBN 978-4-575-85002-4 |
| 7            | 2018년 4월 12일  | ISBN 978-4-575-85134-2 |
| 8            | 2019년 2월 12일  | ISBN 978-4-575-85267-7 |
| 9            | 2019년 11월 12일 | ISBN 978-4-575-85374-2 |
| 10           | 2020년 8월 11일  | ISBN 978-4-575-85476-3 |
| 11           | 2021년 6월 10일  | ISBN 978-4-575-85589-0 |
| 12           | 2022년 1월 12일  | ISBN 978-4-575-85679-8 |
| 13           | 2022년 11월 10일 | ISBN 978-4-575-85777-1 |
| 14           | 2023년 9월 12일  | ISBN 978-4-575-85887-7 |
| 15           | 2024년 4월 11일  | ISBN 978-4-575-85958-4 |
| 풀 컬러 코믹 |                  |                        |
| 彩-SAI-      | 2021년 7월 12일  | ISBN 978-4-575-85609-5 |
| 龍-RON-      | 2022년 3월 10일  | ISBN 978-4-575-85700-9 |

## TV 애니메이션
2016년 4월에 TV 애니메이션화가 발표되어, 2017년 1월부터 4월까지 TOKYO MX 등에서 제1기 전 13화가 방송되었다. 원작 제1권부터 제4권까지의 내용을 기초로 하고 있지만, 등장 인물의 언동이나 설정에 관하여 상기와 같은 수정 및 변경이 이루어지고 있는 것 외에 일부 에피소드의 순서가 바뀐 것에 따라 일부는 원작에서 크게 변경된 애니메이션 오리지널 스토리가 되었다. 또한 주요 캐릭터의 첫 등장시에는 화면 하단에 이름이 표시되고 장면 전환시에는 5개의 중흑이 기호나 문자 또는 그 조합에서의 이모티콘으로 바뀌는 영상이 삽입된 연출이 이루어지고 있다. 또, 미방송분의 제14화가 Blu-ray·DVD 제7권에 수록되어, 제2기 최종화의 다음주에 텔레비전 첫 방송되었다.
제2기 《코바야시네 메이드래곤 S》는 2021년 7월부터 9월까지 전 12화가 방송되었다. 본작은 교토 애니메이션 방화 사건 발생 후, 최초가 되는 원청 제작의 텔레비전 애니메이션이 된다. 제1기에서 감독을 맡고, 이 사건으로 사망한 타케모토 야스히로는 계속해서 '시리즈 감독'으로서 크레딧된다.
《영화 코바야시네 메이드래곤 외로움쟁이 용》이 2025년 6월 27일에 개봉되었다.

### 스태프
|                 | 제1기                          | 제2기                                     |
| --------------- | ------------------------------ | ----------------------------------------- |
| 원작            | 쿨교신자                       | 쿨교신자                                  |
| 감독            | 타케모토 야스히로              | 이시하라 타츠야                           |
| 시리즈 감독     |                                | 타케모토 야스히로                         |
| 시리즈 구성     | 야마다 유카                    | 야마다 유카                               |
| 캐릭터 디자인   | 카도와키 미쿠                  | 카도와키 미쿠                             |
| 총작화 감독     | 마루키 노부아키                | 마루키 노부아키                           |
| 미술 감독       | 와타나베 미키코                | 오치아이 쇼코                             |
| 색채 설계       | 요네다 유카                    | 하타 아즈미                               |
| 소품 설정       | 아키타케 세이이치              | 아키타케 세이이치                         |
| 촬영 감독       | 우라 아키히로                  | 우에다 히로키                             |
| 3D 감독         | 토미이타 노리히로              | 토미이타 노리히로                         |
| 편집            | 시게무라 켄고                  | 시게무라 켄고                             |
| 음향 감독       | 츠루오카 요타                  | 츠루오카 요타                             |
| 음악            | 이토 마스미                    | 이토 마스미                               |
| 음악            | 콘도 켄지 코토링코             |                                           |
| 음악 프로듀서   | 사이토 시게루                  | 사이토 시게루                             |
| 음악 제작       | 란티스                         | 란티스                                    |
| 음악 제작       | 하트 컴퍼니                    |                                           |
| 기획 프로듀서   | 핫타 히데아키                  | 핫타 히데아키                             |
| 프로듀서        | 나카무라 신이치, 사이토 시게루 | 나카무라 신이치, 사이토 시게루            |
| 프로듀서        | 사카이 리사 우에츠키 미키오    | 세나미 리리 스즈키 메구미 야스이 카즈나리 |
| 애니메이션 제작 | 교토 애니메이션                | 교토 애니메이션                           |
| 제작            | 드래곤 생활 향상 위원회        | 드래곤 생활 향상 위원회                   |

### 주제가
푸른 하늘의 랩소디(青空のラプソディ)
fhána에 의한 제1기 오프닝 테마. 작사는 하야시 히데키, 작곡은 사토 준이치.
이종간 커뮤니케이션(イシュカン・コミュニケーション)
초로곤즈에 의한 제1기 엔딩 테마. 작사는 마츠이 요헤이, 작곡은 사토 준이치, 편곡은 rionos. 가창 멤버는 토르, 칸나, 엘마, 루코아.
사랑의 슈프림!(愛のシュプリーム！)
fhána에 의한 제2기 오프닝 테마. 작사는 하야시 히데키, 작곡은 사토 준이치.
메이드 위드 드래곤즈❤︎(めいど・うぃず・どらごんず❤︎)
슈퍼 초로곤즈에 의한 제2기 엔딩 테마. 작사는 마츠이 요헤이, 작곡·편곡은 호시 긴노조. 가창 멤버는 토르, 칸나, 루코아, 엘마, 이루루.
이종간♡릴레이션십(イシュカン♡リレーションシップ)
토르(쿠와하라 유우키)에 의한 제2기 제3화 스페셜 엔딩 테마. 작사·작곡·편곡은 호시 긴노조.

### 방영 목록
| 화수   | 제목 | 각본                          | 그림 콘티                                         | 연출                      | 작화 감독                                           | 방송일          |
| 제1기  | 제1기 | 제1기                         | 제1기                                             | 제1기                     | 제1기                                               | 제1기           |
| ------ | --- | ----------------------------- | ------------------------------------------------- | ------------------------- | --------------------------------------------------- | --------------- |
| 제1화  | 史上最強のメイド、トール! (まあドラゴンですから) 사상 최강의 메이드, 토르! (뭐, 드래곤이니까요)                 | 야마다 유카                   | 타케모토 야스히로                                 | 후지타 하루카             | 카도와키 미쿠 마루키 노부아키 마루코 타츠나리       | 2017년 1월 12일 |
| 제2화  | 第二のドラゴン、カンナ! (ネタバレ全開ですね) 제2의 드래곤, 칸나! (완전 스포일러네요)                            | 야마다 유카                   | 타케모토 야스히로                                 | 사와 신페이               | 츠노다 유키                                         | 1월 19일        |
| 제3화  | 新生活、はじまる! (もちろんうまくいきません) 새로운 생활, 시작되다! (물론 뜻대로 안 돼요)                       | 타케모토 야스히로             | 타케모토 야스히로                                 | 키타노하라 노리유키       | 오카무라 코헤이                                     | 1월 26일        |
| 제4화  | カンナ、学校に行く! (その必要はないんですが) 칸나, 학교에 가다! (그럴 필요는 없지만요)                          | 니시카와 마사시               | 야마무라 타쿠야                                   | 야마무라 타쿠야           | 이케다 카즈미                                       | 2월 2일         |
| 제5화  | トールの社会勉強! (本人は出来てるつもりです) 토르의 사회공부! (본인은 잘하고 있다 생각합니다)                   | 시모 후미히코                 | 이시다테 타이치 오가와 타이치                     | 오가와 타이치             | 우에노 치요코                                       | 2월 9일         |
| 제6화  | お宅訪問! (してないお宅もあります) 가정방문! (안 한 집도 있어요)                                                | 야마다 유카                   | 미요시 이치로                                     | 미요시 이치로             | 마루코 타츠나리                                     | 2월 16일        |
| 제7화  | 夏の定番! (ぶっちゃけテコ入れ回ですね) 여름의 정석! (솔직히 말해 특별편이네요)                                  | 타케모토 야스히로             | 키타노하라 노리유키                               | 키타노하라 노리유키       | 묘켄 유코 카도와키 미쿠 마루코 타츠나리             | 2월 23일        |
| 제8화  | 新たなるドラゴン、エルマ! (やっと出てきましたか) 새로운 드래곤, 엘마! (드디어 나오는군요)                       | 시모 후미히코                 | 야마다 나오코                                     | 야마다 나오코             | 니시야 후토시                                       | 3월 2일         |
| 제9화  | 運動会! (ひねりも何もないですね) 운동회! (아주 평범해요)                                                        | 타케모토 야스히로             | 사와 신페이                                       | 사와 신페이               | 츠노다 유키 묘켄 유코 이케다 쇼코                   | 3월 9일         |
| 제10화 | 劇団ドラゴン、オンステージ! (劇団名あったんですね) 극단 드래곤, 온 스테이지! (극단 명이 있었군요)               | 니시카와 마사시               | 이시하라 타츠야                                   | 후지타 하루카             | 오카무라 코헤이                                     | 3월 16일        |
| 제11화 | 年末年始！ （コミケネタありません） 연말연시! (코믹 마켓 이야기는 없어요)                                       | 야마다 유카                   | 야마무라 타쿠야                                   | 야마무라 타쿠야           | 이케다 카즈미                                       | 3월 23일        |
| 제12화 | トールと小林、感動の出会い! (自分でハードル上げてますね) 토르와 코바야시, 감동의 만남! (스스로 어렵게 만드네요) | 니시카와 마사시               | 오가와 타이치                                     | 오가와 타이치             | 우에노 치요코                                       | 3월 30일        |
| 제13화 | 終焉帝、来る! (気がつけば最終回です) 종언제, 오다! (정신이 드니 마지막 회예요)                                  | 야마다 유카                   | 타케모토 야스히로                                 | 미요시 이치로 사와 신페이 | 마루코 타츠나리 오카무라 코헤이 이케다 쇼코         | 4월 6일         |
| 제14화 | バレンタイン、そして温泉! (あまり期待しないでください) 밸런타인, 그리고 온천! (그다지 기대하진 마세요)          | 니시카와 마사시               | 후지타 하루카 이시하라 타츠야                     | 키타노하라 노리유키       | 묘켄 유코 이케다 마사코 츠노다 유키 마루코 타츠나리 | 2021년 9월 30일 |
| 제2기  | |                               |                                                   |                           |                                                     |                 |
| 제1화  | 新たなるドラゴン、イルル! (またよろしくお願いします) 새로운 드래곤, 이루루! (또 잘 부탁드려요)                  | 야마다 유카                   | 타케모토 야스히로 이시하라 타츠야                 | 이시하라 타츠야           | 오카무라 코헤이                                     | 2021년 7월 8일  |
| 제2화  | イケメン、小林! (いろんな意味で) 꽃미남, 코바야시! (여러 의미에서)                                              | 야마다 유카                   | 타케모토 야스히로 이시하라 타츠야                 | 오가와 타이치             | 히키야마 카요 쿠마노 세이야                         | 7월 15일        |
| 제3화  | 課外活動 (もちろん普通じゃありません) 과외 활동 (물론 평범하지 않아요)                                          | 야마다 유카 니시카와 마사시   | 키타노하라 노리유키 야마무라 타쿠야 후지타 하루카 | 키타노하라 노리유키       | 이케다 카즈미                                       | 7월 22일        |
| 제4화  | 郷に入りては郷に従え (合わせるって大変です) 로마에 가면 로마법을 따르라 (맞춰 주는 건 힘들어요)                 | 니시카와 마사시               | 이시하라 타츠야                                   | 사와 신페이               | 마루키 노부아키 카도와키 미쿠                       | 7월 29일        |
| 제5화  | 君と一緒に (まあ気が合えばですが) 너와 함께 (뭐, 마음이 맞으면 말이지만요)                                      | 시모 후미히코                 | 키타노하라 노리유키                               | 키타노하라 노리유키       | 츠노다 유키                                         | 8월 5일         |
| 제6화  | 合縁奇縁 (片方はドラゴンです) 합연기연 (한쪽은 드래곤이에요)                                                    | 야마다 유카                   | 이시하라 타츠야                                   | 야마무라 타쿠야           | 이케다 카즈미                                       | 8월 12일        |
| 제7화  | 一般常識 (みんなずれてます) 일반 상식 (다들 어긋났어요)                                                         | 시모 후미히코 니시카와 마사시 | 야마무라 타쿠야 키타노하라 노리유키               | 오오타 미노루             | 츠노다 유키                                         | 8월 19일        |
| 제8화  | 世界に一つだけの (好きな言葉を続けてください) 세상에 하나뿐인 (좋아하는 말을 써 주세요)                         | 니시카와 마사시               | 사와 신페이                                       | 사와 신페이               | 타카하시 마리코 카도와키 미쿠                       | 8월 26일        |
| 제9화  | いろいろワケがありまして (エルマざんまいです) 여러모로 인기가 많아서 (엘마 삼매경이에요)                        | 야마다 유카                   | 오오타 미노루                                     | 오오타 미노루             | 오카무라 코헤이                                     | 9월 2일         |
| 제10화 | カンナの夏休み (二か国語放送です!?) 칸나의 여름방학 (2개 국어 방송인가요?!)                                     | 니시카와 마사시               | 오가와 타이치                                     | 오가와 타이치             | 히키야마 카요 쿠마노 세이야                         | 9월 9일         |
| 제11화 | プレミアムシート (特別料金はかかりません) 프리미엄 시트 (특별 요금은 안 들어요)                                 | 시모 후미히코                 | 키타노하라 노리유키                               | 키타노하라 노리유키       | 이케다 카즈미                                       | 9월 16일        |
| 제12화 | 生生流転 (でも立ち止まるのもありですかね) 생생유전 (하지만 멈추는 것도 괜찮겠죠)                                | 야마다 유카                   | 야마무라 타쿠야 이시하라 타츠야                   | 이시하라 타츠야           | 츠노다 유키                                         | 9월 23일        |
| 번외편 | ニッポンのおもてなし (アテンドはドラゴンです) 일본의 접대 (가이드는 드래곤이에요)                               | 니시카와 마사시               | 사와 신페이                                       | 사와 신페이               | 타카하시 마리코 카도와키 미쿠                       | -               |

### 쇼트 애니메이션
텔레비전 애니메이션 제2기의 방송을 기념한 연속 쇼트 애니메이션 극장 《미니도라》가, 2021년 4월 7일부터 유튜브의 KyoaniChannel에서 공개되었다. 후에 제1화-제13화와 SP 제1화-제3화가 제2기 Blu-ray/DVD의 S권에 모두 수록되고, EX화가 제2기 Blu-ray/DVD에 각 권 수록되어 있다.
| 화수 | 제목                                             | 공개일               |
| ---- | ------------------------------------------------ | -------------------- |
| 1    | 여느 아침 (매일이 에브리데이예요)                | 2021년 4월 7일       |
| 2    | 릴랙제이션 (힐링이란⋯)                           | 4월 14일             |
| 3    | 안식의 땅을 찾아서 (그리고 그것은 그곳에 있었다) | 4월 21일             |
| 4    | 표현의 자유 (눈에 넣어도 아프지 않아)            | 4월 28일             |
| 5    | 비상사태 (무정전 전원 장치는 있습죠)             | 5월 5일              |
| 6    | 정체 보았노라 (보지 말 걸 그랬어)                | 5월 12일             |
| 7    | 말랑 (말랑♡ 말랑♡ 말랑♡)                         | 5월 19일             |
| 8    | 시간 알림 (어떻게 보면 편리하네요)               | 5월 26일             |
| 9    | 이미지 체인지 (커여워요 코바야시 씨)             | 6월 2일              |
| 10   | 교양 배우기 (인간이란 것들 귀찮게 사네요)        | 6월 9일              |
| 11   | 사이카와 배선 (생각지도 못한 조합이네요)         | 6월 16일             |
| 12   | 고객 만족도 (이런 거면 충분하다니깐)             | 6월 23일             |
| 13   | 허니문 (결국 이렇게 되네요)                      | 6월 30일             |
| SP1  | 위장공작 (귀여웠으니 용서해드리죠)               | 7월 8일              |
| SP2  | 대가 없는 사랑 (젖어도 따뜻해)                   | 8월 11일             |
| SP3  | 강적이라고 쓰고 (사이좋다고 읽습니다)            | 9월 9일              |
| EX1  | 만약 시리즈 (술고래의 망상입니다)                | 9월 15일(1권)        |
| EX2  | 인플루언서 (이걸로 먹고 살 수 있다면)            | 10월 20일(2권)       |
| EX3  | 동조압력 (인간화되는 드래곤이에요)               | 11월 17일(3권)       |
| EX4  | 수요와 공급 (뜻대로 안되는 법임다)               | 12월 15일(4권)       |
| EX5  | 트레이닝 (집중은 안 됐네요)                      | 2022년 1월 19일(S권) |

## 게임
코바야시네 메이드래곤 작렬!! 쵸로곤☆브레스
부시로드에서 2022년 3월 24일에 발매한 닌텐도 스위치 및 플레이스테이션 4용 슈팅 게임이다.

### 내용주
1. ↑  원작 만화는 대한민국에서 국립국어원 표기법에 맞게 '고바야시네 메이 드래곤'으로 나왔다.
2. ↑  교토 애니메이션, 포니 캐년, 반다이 남코 아츠(구 란티스), ABC 애니메이션

### 참조주
1. 1 2 3 4 5 6 7 8 9 10 11 12  《월간 뉴타입》 2021년 7월호 KADOKAWA, 2021년 6월 10일, 55페이지, ASIN B095GLQ2JM
2. ↑  “小林さんちのメイドラゴン 1”. 双葉社. 2016년 5월 12일에 확인함.
3. ↑  “小林さんちのメイドラゴン 2”. 双葉社. 2016년 5월 12일에 확인함.
4. ↑  “小林さんちのメイドラゴン 3”. 双葉社. 2016년 5월 12일에 확인함.
5. ↑  “小林さんちのメイドラゴン 4”. 双葉社. 2016년 5월 12일에 확인함.
6. ↑  “小林さんちのメイドラゴン 5”. 双葉社. 2016년 12월 12일에 확인함.
7. ↑  “小林さんちのメイドラゴン 6”. 双葉社. 2017년 7월 12일에 확인함.
8. ↑  “小林さんちのメイドラゴン 7”. 双葉社. 2018년 4월 12일에 확인함.
9. ↑  “小林さんちのメイドラゴン 8”. 双葉社. 2019년 11월 12일에 확인함.
10. ↑  “小林さんちのメイドラゴン 9”. 双葉社. 2019년 11월 12일에 확인함.
11. ↑  “小林さんちのメイドラゴン 10”. 双葉社. 2020년 8월 11일에 확인함.
12. ↑  “小林さんちのメイドラゴン 11”. 双葉社. 2021년 6월 10일에 확인함.
13. ↑  “小林さんちのメイドラゴン 12”. 双葉社. 2022년 1월 12일에 확인함.
14. ↑  “小林さんちのメイドラゴン 13”. 双葉社. 2022년 11월 10일에 확인함.
15. ↑  “小林さんちのメイドラゴン 14”. 双葉社. 2023년 9월 12일에 확인함.
16. ↑  “小林さんちのメイドラゴン 15”. 双葉社. 2024년 4월 11일에 확인함.
17. ↑  “小林さんちのメイドラゴン フルカラーコミック 彩-SAI-”. 双葉社. 2021년 7월 13일에 확인함.
18. ↑  “小林さんちのメイドラゴン フルカラーコミック 龍-RON-”. 双葉社. 2022년 3월 10일에 확인함.
19. ↑  “クール教信者「小林さんちのメイドラゴン」アニメ化！OLと人外のコメディ”. 《コミックナタリー》. ナターシャ. 2016년 4월 25일. 2016년 4월 25일에 확인함.
20. ↑  “小林さんちのメイドラゴン「バレンタイン、そして温泉！（あまり期待しないでください）」TV初放送決定！”. 《TVアニメ「小林さんちのメイドラゴンS」公式サイト》. 2021년 9월 9일. 2021년 9월 30일에 확인함.
21. ↑  “小林さんちのメイドラゴン：テレビアニメ第2期が7月スタート　キービジュアルに新たなドラゴン”. 《MANTANWEB》 (MANTAN). 2021년 1월 15일. 2021년 1월 15일에 확인함.
22. ↑  “アニメ「小林さんちのメイドラゴンS」PVでイルル登場　監督は石原立也さん「引き継がせていただくなら私以外にはいないだろう」”. 《ねとらぼ》 (アイティメディア). 2021년 2월 24일. 2021년 2월 24일에 확인함.
23. ↑  “アニメ「小林さんちのメイドラゴンS」PVでイルル登場　監督は石原立也さん「引き継がせていただくなら私以外にはいないだろう」”. 《ねとらぼ》 (アイティメディア). 2021년 2월 24일. 2021년 2월 24일에 확인함.
24. ↑  “Staff&Cast”. 《TVアニメ「小林さんちのメイドラゴン」公式サイト》. 2020년 8월 11일에 확인함.
25. ↑  “OPテーマ”. 《TVアニメ「小林さんちのメイドラゴン」公式サイト》. 2020년 8월 11일에 확인함.
26. ↑  “EDテーマ”. 《TVアニメ「小林さんちのメイドラゴン」公式サイト》. 2020년 8월 11일에 확인함.
27. ↑  “TVアニメ『小林さんちのメイドラゴンS』OP主題歌をfhána、ED主題歌をスーパーちょろゴンずが担当！ 7/14同時発売決定！”. ランティス. 2021년 3월 28일. 2021년 3월 28일에 확인함.
28. ↑  “TVアニメ『小林さんちのメイドラゴンＳ』ED主題歌のジャケ写、INDEXを公開！”. ランティス. 2021년 6월 24일. 2021년 6월 24일에 확인함.